# 纳尔瑙尔
纳尔瑙尔（Narnaul），是印度哈里亚纳邦Mahendragarh县的一个城镇。总人口62091（2001年）。

## 人口
该地2001年总人口62091人，其中男性33036人，女性29055人；0—6岁人口8950人，其中男4984人，女3966人；识字率67.82%，其中男性为76.15%，女性为58.35%。